# Cribrogoesella
Cribrogoesella es un género de foraminífero bentónico de la subfamilia Valvulininae, de la familia Valvulinidae, de la superfamilia Eggerelloidea, del suborden Textulariina y del orden Textulariida. Su especie tipo es Bigenerina robusta. Su rango cronoestratigráfico abarca desde el Mioceno hasta la Actualidad.

## Discusión
Clasificaciones previas incluían Cribrogoesella en la superfamilia Textularioidea.

## Clasificación
Cribrogoesella incluye a las siguientes especies:
- Cribrogoesella bradyi
- Cribrogoesella nanhaiensis
- Cribrogoesella pacifica
- Cribrogoesella parvula
- Cribrogoesella robusta
- Cribrogoesella robustiformis